# Helsingør Pigegarde
Helsingør Pigegarde er en af de største bygarder i Danmark. Garden blev oprettet i 1957, først som et tambourkorps og senere hen også som harmoniorkester. Garden i dag består af ca. 120 piger mellem 8 og 21 år.
Helsingør Pigegardes motto er "Glæde, Fasthed og Præcision", som er grundlag for gardens fremtræden ved offentlige arrangementer.

## Gardens historie
I 1957 tog en gruppe mennesker fra byens foreningsliv initiativ til, at starte en pigegarde i Helsingør. Danseskolelærer Ellen Bager var den oprindelige initiativtager, da hun ville oprette et pigekorps til sin danseskole. Det kom dyrlæge Axel Stub-Nielsen for øre, og han blev svært begejstret for ideen, men syntes at det skulle være hele byens garde.  Han kontaktede en række mennesker og fremlagde sine tanker for at starte en Pigegarde i Helsingør. Efter en stiftende generalforsamling i efteråret 1957 var Helsingørs Pigegarde en realitet.
Major Hansen blev udpeget som leder af garden og var det i 19 år indtil sin død. Under hans ledelse udviklede pigegarden sig fra at være et tambourkorps bestående af trommer og fløjter, til også at være et harmoniorkester. Major Hansen er også ansvarlig for den militære disciplin som stadig den dag i dag er fremherskende i Gardens udtryk.
I Helsingør Pigegardes lidt over 60 årige historie, har der kun været 3 ledere af Garden. Efter 19 år testamenterede Major Hansen ledelsen af Pigegarden til Herdis og Carl Koudahl som ledede Garden frem til år 2000, hvor Sanne Koudahl Bergsaker (Herdis og Carls datter) overtog styringen.

## Højdepunkter
Helsingør Pigegarde deltager hvert år i mellem 70-80 arrangementer, samt to årlige udlandsrejser.
Her er en liste over højdepunkter siden gardens oprettelse i 1957:
- 2015 & 2020 - Udlandsrejse til Los Angeles for at deltage i nytårsparaden "Rose Parade"
- 2012 - Udlandsrejse til Calgary, Canada for deltagelse i VM. Tambourmajor Mie Jespersen vinder guld, og garden vinder sølv i præcisionsmarch.
- 2012 - Udlandsrejse til Frankrig, for deltagelse i åbningen af Le Mans 24h
- 2002 - Udlandsrejse til Tokyo, Japan for deltagelse i VM. Bronze til tambourmajor, og 11. plads i præcisionsmarch.
- 2001 - DM for bygarder. 3.plads i præcisionsmarch
- 1999 - Vinder 1. plads i march i Helsingborg, Sverige.
- 1988 - Udlandsrejse til Seattle, for deltagelse i Seafair Parade.
- 1985 - Udlandsrejse til Schweiz, vandt 4. plads i musikkonkurrence
- 1983 - Dronningens middagsselskab, Fredensborg

Garden optræder herudover hver lørdag mellem maj-september i Helsingør by, med deres parader gennem gaderne. Desuden spiller Helsingør Pigegarde ved Dronningens årlige ankomst med Kongeskibet Dannebrog .

## Traditioner
Helsingør Pigegarde optræder hver lørdag mellem maj-september i Helsingør by med en parade gennem gaderne. Den sidste march i september måned markeres hvert år, ved Rosenparaden. Garderne køber her roser til hinanden, og hænger dem på hinandens skuldre før paraden. Flere dekorerer også trommer, horn og tambourstav med roser før paraden. Garden gør under paraden holdt foran lokale butikker og forretninger som støtter gardens videreførelse. Her er der tradition for at butikkerne donerer gaver eller gavekort, som hvert år bliver uddelt til garderne under den årlige sæsonafslutning.